# Ditherington Flax Mill

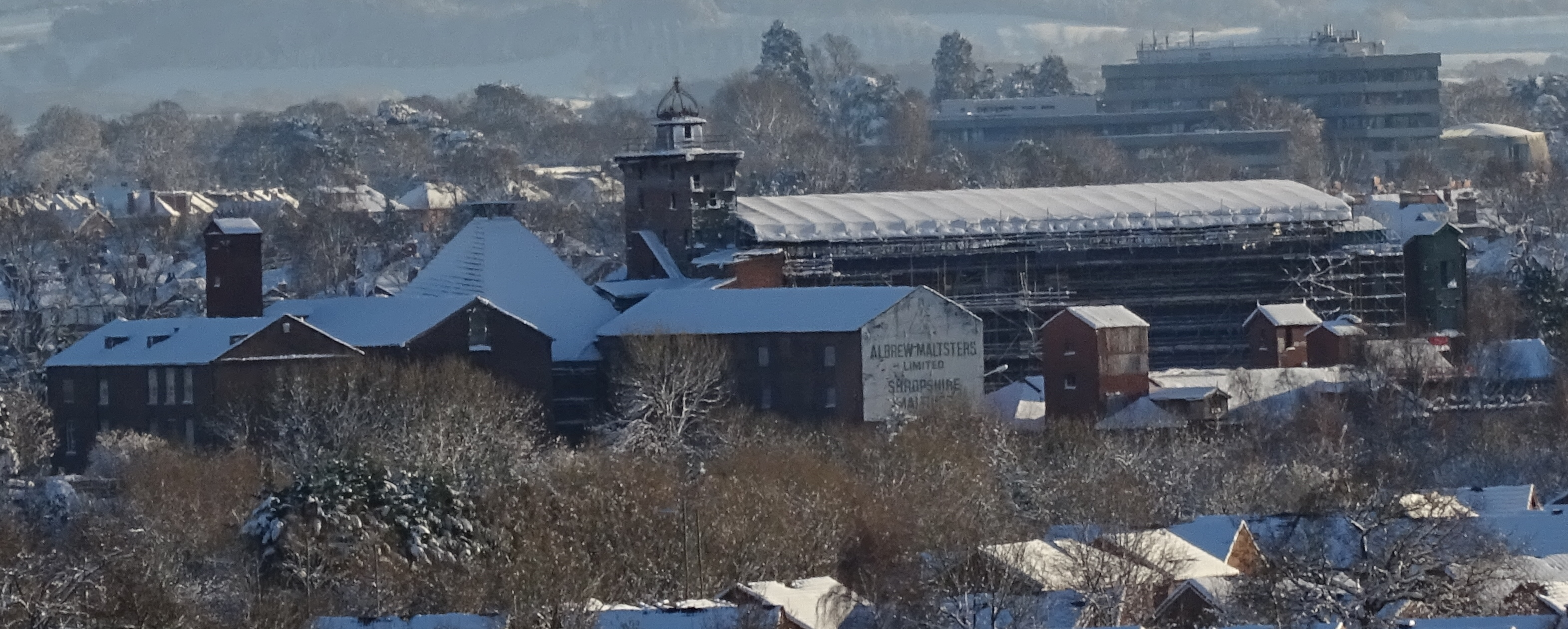
Ditherington Flax Mill, no inverno.

O Ditherington Flax Mill é um edifício localizado em Shrewsbury na Inglaterra. É por muitos considerado o primeiro arranha-céu do mundo, por ter uma estrutura em ferro. Foi o edifício com este tipo de estrutura mais alto do planeta entre 1797 e 1885.